# アー・ユー・ゴナ・ビー・マイ・ガール
「アー・ユー・ゴナ・ビー・マイ・ガール」（Are You Gonna Be My Girl）は、オーストラリアのロック・バンド、ジェットが2003年に発表した楽曲。ジェットのメンバーであるニック・セスターとキャメロン・マンシーの共作。アルバム『ゲット・ボーン』（2003年）からの先行シングルとして発表された。本作のレコーディングには、ジェットのメンバー4人に加えて、プロデューサーのデイヴ・サーディもギター演奏で参加した。
音楽評論家のヘザー・ファレスは、allmusic.comにおいて「イギー・ポップの名曲"Lust for Life"との類似は無視できない」と指摘する一方で「自分達のアイデンティティも幾分盛り込まれている」「ジェットは60年代から70年代の最も素晴らしく幸福な瞬間を蒸留して、恐ろしいほどキャッチーと言える1枚のシングルを生み出した」と評している。

## 反響
バンドの母国オーストラリアのシングル・チャートでは初登場29位となり、2004年1月4日付のシングル・チャートで最高20位に達して、21週連続でトップ50入りした。全英シングルチャートでは、2003年当時は最高23位だったが、2004年に発売された再発シングルが再びチャート・インして最高16位に達した。

## 他メディアでの使用例
「アー・ユー・ゴナ・ビー・マイ・ガール」は、アメリカ映画『ユーロトリップ』（2004年公開）、アメリカ・イギリス合作のアニメーション映画『マウス・タウン ロディとリタの大冒険』（2006年公開）、アメリカ映画『ホリデイ』（2006年公開）、アメリカ映画『ベガスの恋に勝つルール』（2008年公開）のサウンドトラックで使用された。
テレビでは、2003年にiPodのCMソングに使用された。また、2005年から放送開始した日本のバラエティ番組『10カラット』のオープニング・テーマに使用された。
音楽ゲームでは『ロックバンド』（2007年発売）、『ギターヒーロー オン ツアー』（2008年発売）で使用された。

## カヴァー
- リチャード・チーズ（英語版） - アルバム『I'd Like a Virgin』（2004年）に収録。

## ダイノジとの関係
日本のお笑いコンビ、ダイノジのメンバー大地洋輔は、2006年にフィンランドで開催されたエア・ギター世界選手権でこの曲を使用して優勝を果たした。そして、2007年2月9日に行われたジェットの日本武道館公演のアンコールでは、この曲の演奏中にダイノジの両メンバーがステージに登場した。